# Podoctis armatissimus
Podoctis armatissimus – gatunek kosarza z podrzędu Laniatores i rodziny Podoctidae. Jedyny znany przedstawiciel monotypowego rodzaju Podoctis.

## Występowanie
Gatunek wykazany z malezyjskiego stanu Penang.